# オダンレ
オダンレ (Odanleh, Odenleh, ソマリ語: Coodanle, Coodaanle) はソマリランドのトゲアー地域のブーホードレ地区にある町。この町の近隣ではデュルバハンテ氏族とイサック氏族との対立が続いていた。2015年頃はデュルバハンテ氏族による軍閥チャツモ国の西端だったが、チャツモ国がソマリランドに吸収されてからはソマリランド選挙に参加するなどソマリランドの影響が強い。

## 歴史
2010年11月、Qudhac-Dhalaanの村が民兵に襲われた。伝聞情報によれば民兵はオダンレから来たとみられ、オダンレの南東にあるバリアドの警察官なども殺害された。
2014年9月、ソマリランド内務省はクルルグド地区のクルルグドとオダンレの2箇所に投票所を設け、選挙のための住民登録を実施しようとしたが、クルルグド地区議会はこの住民登録を拒否。
2015年1月、ブーホードレを拠点とする軍閥チャツモ国は、Qararro, ハマラグヒド, バリアド, サーヘール, コリレイ, Buucaneなどを支配していた。ソマリランド軍はその東のカラバイドを拠点としていた。プントランドの副大統領はブーホードレ、Burco、ハドハドハンカなどを訪問し、ハドハドハンカの建物の起工式に参加している。一方、ソマリランドの保険大臣がブーホードレを訪問し、ソマリランド大統領がオダンレを訪問して建物の起工式に参加している。
2015年3月、2010年のBaliga Kalshaalleでの衝突から続くクルルグドの氏族とブーホードレの氏族との対立を終結させるための会議が、オダンレとハドハドハンカの間で開催されると報じられた。ブーホードレ氏族の代表はガラド・アブディリザック・ガラド・スフ（ドゥルバハンテ氏族のAxmed Garaad支族）、クルルグド氏族の代表はスルタンアブドゥラヒスルタンアリ（イサック氏族のハバル・ジェロ支族）。
しかし4月、クルルグドの氏族とブーホードレの氏族との対立が激化し、オダンレの南東にあるバリアドに住むブーホードレ氏族の牧畜民が殺害された。同じ4月、バリディイグ村に拠点を置くエチオピア政府軍がオダンレに侵入し、4人の男性を逮捕した。殺害容疑とみられる。
2016年12月、ソマリランドはオダンレに真空シール式の井戸を設置し、ブーホードル評議員のCisman Faarax Warsame (Jiciir) はソマリランド大統領のアフメッド・シランヨと財務長官に感謝の意を伝えた。
2016年12月、オダンレで5人が下痢症状で死亡した。
2017年8月、トゲアー地域の行政中心都市ブラオで、Conqor、Talabuur、オダンレの住民がクルミエ党と大統領候補のムセ・ビヒ・アブディへの支持を表明した。

## 市長
- Xinne Maxamed Saalax 2016年[10]